# Konan (Shiga)
Konan (湖南市 -shi) é uma cidade japonesa localizada na província de Shiga.
Em 2004 a cidade tinha uma população estimada em 54 707 habitantes e uma densidade populacional de 776,09 h/km². Tem uma área total de 70,49 km².
Com a chegada de estrangeiros que vem em busca de trabalho nas fábricas da região,
muitos são atraídos pelos bons salários e resolvem fixar residência na cidade devido à estabilidade e segurança, já que a incidência de terremotos na província de Shiga é pequeno.
O número populacional vem aumentando consideravelmente na cidade.
Recebeu o estatuto de cidade a 1 de Outubro de 2004.